# Hidroboració
En química orgànica, la hidroboració
és la reacció entre un alquè o un alquí amb un hidrur de bor i és un procés molt útil en diverses rutes sintètiques. Aquest procés va ser descobert per Herbert C. Brown, Universitat Purdue, i el va fer guanyador del Premi Nobel de Química el 1979.
Com a producte de partida es pot utilitzar diborà, B₂H₆, el qual reacciona molt fàcilment amb l'aire, o dissolt en tetrahidrofuran, THF. El bor té orbitals buits i és un àcid de Lewis bastant fort, per tant, és més estable quan algun grup li cedeix densitat electrònica. De totes maneres, a vegades s'utilitzen hidrurs d'alquilborans, R₂BH, perquè només reaccionin amb una olefina.

## Mecanisme
Aquesta és una reacció concertada.
Per una banda, cal destacar que aquesta reacció d'addició és regioselectiva, concretament, anti-Markovnikov per dos motius: impediment esteri i millor estabilització de la càrrega parcial positiva que es forma a l'estat de transició pel carboni més substituït. Per altra banda, també és un procés estereoespecífic: l'àtom d'hidrogen i el de bor s'uneixen al doble enllaç per la mateixa cara, per tant, és una addició syn i els productes seran cis.

## Aplicacions
Aquest compost organometàl·lic no acostuma a ser l'objectiu de la síntesi sinó que s'utilitza per obtenir compostos amb més interès. L'exemple per excel·lència són els alcohols, partint d'un alquè, o els carbonils, partint d'un alquí, mitjançant l'oxidació amb peròxid d'hidrogen.
Aquesta reacció consisteix en diverses etapes. En primer lloc, el bor pateix l'atac nucleòfil del peròxid d'hidrogen i es produeix la migració del grup alquil a l'oxigen la qual garanteix la retenció de la configuració. Finalment, s'elimina hidròxid de bor.